# Tuân Khải
Tuân Khải (tiếng Trung: 荀愷; bính âm: Xun Kai; 240 – 305), tự Mậu Bá (茂伯) hay Tử Cử (子舉), tiểu tự Hổ Tử (虎子), là quan viên Tào Ngụy và Tây Tấn trong lịch sử Trung Quốc.

## Cuộc đời
Tuân Khải quê ở huyện Dĩnh Âm, quận Dĩnh Xuyên, Dự Châu, là con trai trưởng đích của Phiêu kỵ tướng quân Tuân Dực (cháu nội Tuân Úc) với công chúa Nam Dương (con gái của Tư Mã Ý với Trương Xuân Hoa). Từ nhỏ, Khải cùng em trai cùng mẹ là Tuân Khôi được ông ngoại Tư Mã Ý hết sức yêu quý, đặt cho Khải nhũ danh Hổ Tử, Khôi nhũ danh Long Tử, lại nói rằng: Chờ ngươi lớn lên, cùng nắm thiên hạ.
Năm 262, Tuân Khải giữ chức Kiêu kỵ tướng quân, làm Hộ quân theo Chung Hội tấn công Thục Hán. Quân Ngụy tấn công Hán Thành, thủ tướng Tưởng Bân thủ vững. Hội không dụ hàng được Bân, liền kéo quân đóng tại huyện Phù, giao cho Tuân Khải 1 vạn quân bao vây Hán Thành.
Năm 265, Tây Tấn khai quốc, Tư Mã Viêm phong anh họ Tuân Khải làm Thị trung, tước Nam Đốn tử. Sau khi hoàng trưởng tử Tư Mã Trung, vốn bị thiểu năng được lập làm Thái tử (267), Tư Mã Viêm phái Thị trung Tuân Khải, Hòa Kiệu đến Đông cung kiểm tra tình hình học tập. Hòa Kiệu nói thẳng thái tử "thánh chất như sơ", tức vẫn ngu ngốc. Tuân Khải vì nịnh hót, nên nói dối rằng thái tử "đức thức tiến mậu", tức phẩm đức, kiến thức có một chút tiến bộ. Theo Tấn kỷ của Can Bảo, nhân vật trong câu chuyện trên là Tuân Nghĩ, chú họ của Khải. Tôn Thịnh trong Ngụy thị xuân thu lại cho rằng đó là Tuân Úc.
Khoảng năm 280-289, Tuân Khải giữ chức Tư Lệ Hiệu úy, theo lệnh của Vương Khải, hãm hại Tư không lệnh trung lang Khiên Tú (cháu nội Khiên Chiêu), khiến Tú bị bãi quan. Khi đó, anh họ của Tuân Khải mất, Khải xin về phúng viếng. Tư Mã Viêm phê chuẩn, hạ chiếu cho phép. Khải sau đó mặc kệ anh họ thây cốt chưa lạnh, đến thăm ngoại thích Dương Tuấn, bị Phó Hàm gọi là loại "siểm mị", không có tình người. Phó Huyền vì thế mà dâng biểu phê bình.
Năm 291, Tuân Khải giữ chức Thượng thư tả bộc xạ, bỏ mặc Dương Tuấn bị Giả hậu tiêu diệt. Khải trước đó muốn kết giao Thượng thư Vũ Mậu (con trai Vũ Chu) không được, liền lấy cớ Mậu là di đệ của Tuấn, vu cáo khiến Mậu bị giết. Con trai của Thái tử Thiếu sư Bùi Khải là Trung thư lang Bùi Toản là con rể của Dương Tuấn, bị loạn quân giết chết. Tuân Khải nhân cớ đó vu cáo Bùi Khải, khiến Khải bị giam vào ngục Đình úy, may nhờ Thị trung Phó Chi đưa ra bằng chứng ngoại phạm mới thoát nạn. Không lâu sau, Bùi Khải sau đó có khả năng bị hạ độc mà chết.
Loạn bát vương nổ ra, Tuân Khải theo phe của Đông Hải vương Tư Mã Việt, quan đến Chinh tây đại tướng quân. Khoảng năm 305–306, Tuân Khải chết bệnh, thụy Thuận công.

## Trong văn hóa
Trong tiểu thuyết Tam quốc diễn nghĩa, Tuân Khải xuất hiện ở hồi 116, là một binh sĩ quân Ngụy. Khi Chung Hội dẫn quân đánh Hán Trung, lấy Hứa Nghi làm tiên phong. Nghi bị tướng giữ ải Nam Trịnh là Lư Tốn đánh bại, quay về báo với Hội. Hội bèn dẫn mấy trăm giáp sĩ ra xem xét. Lư Tốn phát hiện Chung Hội, liền dẫn 500 quân đánh xuống. Hội quay ngựa bỏ chạy, chẳng may bị lọt hố. Lư Tốn cầm thương thừa cơ xông đến, chuẩn bị đâm thì bị Tuân Khải bắn tên ngã ngựa. Chung Hội thừa thế đoạt ải, thăng chức Tuân Khải làm hộ quân, thưởng cho một bộ yên cương, khôi giáp.